# 米子市立五千石小学校
米子市立五千石小学校（よなごしりつ ごせんごくしょうがっこう）は、鳥取県米子市諏訪にある公立小学校。

## 沿革
旧五千石小学校（統合前）
- 1873年（明治6年）3月 - 八幡学校設立。
- 1888年（明治21年）5月 - 諏訪尋常小学校と改称。
- 1893年（明治26年）5月 - 小野分教場を設立。
- 1905年（明治38年）9月 - 高等科を設置し諏訪尋常高等小学校と改称。
- 1916年（大正5年）3月 - 幡郷村（現伯耆町）に幡郷尋常小学校を分離開校、小野分教場を幡郷小の分校とする。
- 1941年（昭和4年）9月 - 諏訪から八幡808番地へ新築移転。
- 1941年（昭和16年）4月 - 国民学校令により、五千石国民学校と改称。
- 1947年（昭和22年）4月 - 学制改革により、五千石村立五千石小学校と改称。
- 1953年（昭和28年）10月1日 - 五千石村が米子市に編入され、米子市立五千石小学校と改称。
- 1966年（昭和41年）3月31日 - 統合により閉校。
- 1966年（昭和41年）4月1日 - 尚徳小学校と統合し日新小学校開校。

新五千石小学校（分離後）
- 1981年（昭和56年）4月 - 日新小学校から分離し新しく開校する。

## 通学区域
- 諏訪、福市（一部尚徳小へ校区外許可）、八幡

## 進学先中学校
- 米子市立尚徳中学校